# Hönig Dezső
Hönig Dezső, vezetékneve Hőnig formában is előfordul (Ozora, 1867. március 19. – Budapest, 1927. január 9.) magyar építész.

## Élete és művei
Hönig Mátyás (1842–1911) és Deutsch Janka gyermekeként született zsidó származású családban. Építészeti tanulmányait a budapesti műegyetemen végezte. Mint a főváros műszaki főtanácsosa számos középületet (iskolákat, elöljáróságokat, járványkórházakat) tervezett. 
1927-ben hunyt el 60. életévében. Utolsó éveiről a Magyar Hirlap így számolt be ekkor:
„Hőnig Dezső harminckét évig szolgálta a fővárost és ezalatt az idő alatt jelentékeny alkotó munkát végzett. Az ő tervei szerint építették az V„ VI. és X. kerületi elöljáróságok palotáit, a váci úti fertőtlenítő intézet pompás házát, az őrnagy utcai iskolát és még számos középületet. Az utóbbi időben főként kórházépítkezésekkel és iskolaépítéssel foglalkozott. Néhány hónap óta nyugalomban volt, de a nyugalmazott műszaki főtanácsost is fölkereste a főváros építési megbízásokkal. Halála az egész városházán, továbbá barátai és ismerősei nagy körében igaz részvétet keltett. Temetése kedden délután negyed négy órakor lesz a rákoskeresztúri temető halottasházából.”

## Ismert épületeinek listája
- 1894: Gellért-kórház (ma: a Szent István Kórház része), 1097 Budapest, Nagyvárad tér 1.[5]
- 1896: X. kerületi Elöljárósági épület (ma: Budapest Főváros X. kerület Kőbányai Polgármesteri Hivatal), Budapest, Pataki István (ma: Szent László) tér 29.[6]
- 1897: Zsinagóga, Tab[7]
- 1897: Váci út 89. Általános Iskola (ma: Károlyi Mihály Két Tanítási Nyelvű Közgazdasági Szakközépiskola), 1139 Budapest, Váci út 89.[8]
- 1898: Gyáli úti régi Fertőtlenítő Intézet (ma: Taiwan Étterem), 1097 Budapest, Albert Flórián út 3/B.[9][10]
- 1903: VI. kerületi Elöljárósági épület (ma: Nemzeti Nyomozó Iroda), 1062 Budapest, Aradi utca 21-23.[11]
- 1906: Őrnagy-utcai Iskola (ma: Csanádi Árpád Általános Iskola, Sportiskola és Középiskola), 1143 Budapest, Őrnagy u. 5.[12][13]
- 1911–1912: Váci úti új Székesfővárosi Fertőtlenítő Intézet, 1138 Budapest, Váci út 172.[14]
- [építés ideje nem ismert]: V. kerületi Elöljárósági épület[15]
- egyéb magánépületek

Az első világháború alatt Bárczy polgármester megbízásából több járvány kórházat is tervezett. Az ő átalakításával (1924) látható a Budapest-Kőbányai Polgármesteri Hivatal 1894–1896-ban épült épülete is (1102 Budapest, Állomás u. 26.).
Régebben neki tulajdonították az (új) Szent János Kórház (1125 Budapest, Diós árok 1–3.) tervezését is, de ez az újabb kutatások szerint Barcza Elek műve.

## Magánélete
Házastársa Schodl Katalin Lea (1871–1936) volt, akit 1907. január 31-én Budapesten vett nőül.
Lánya Hönig Erzsébet, veje Lichtig Sándor kereskedelmi alkalmazott.

## Képtár

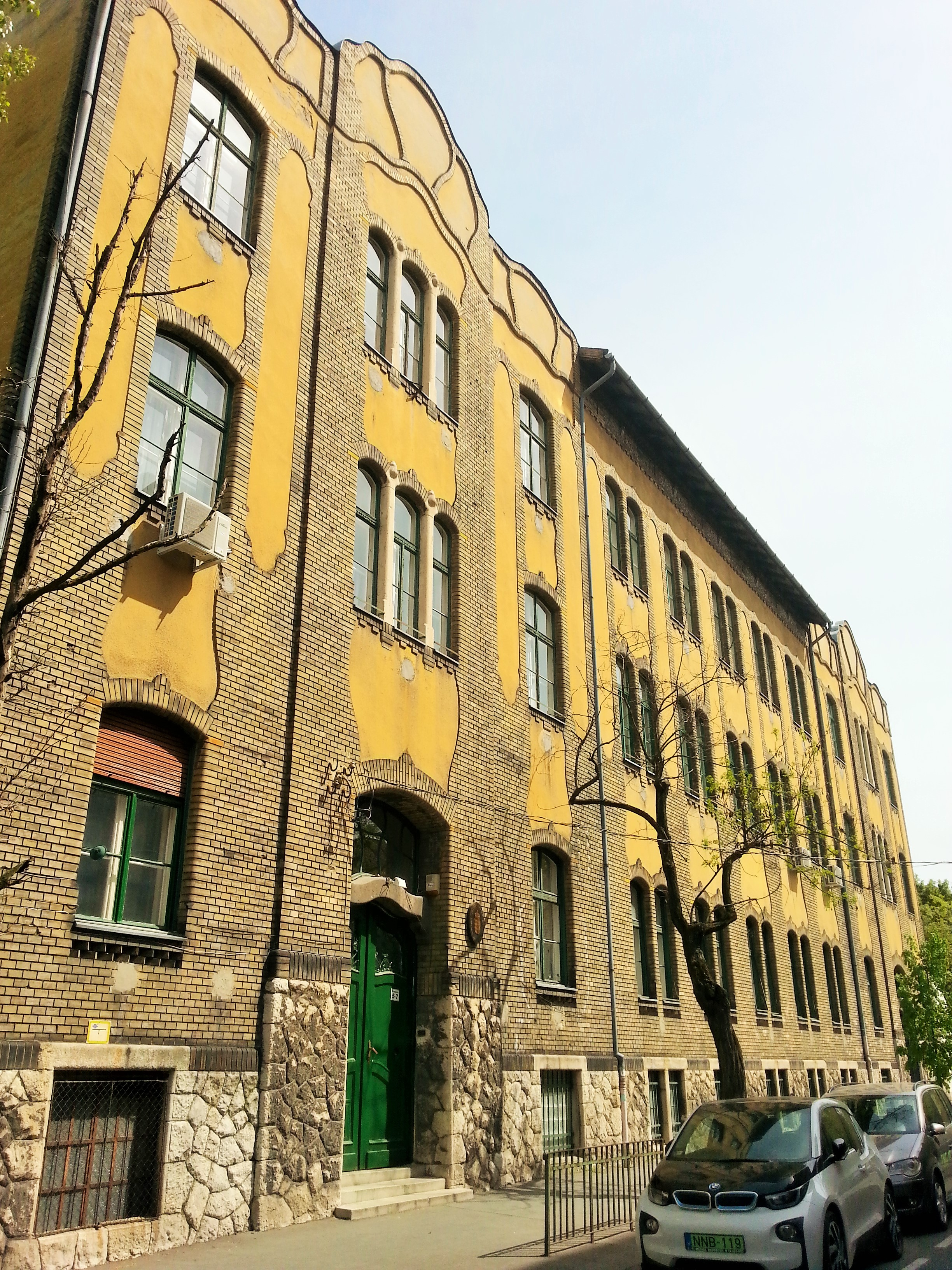
Őrnagy-utcai Iskola
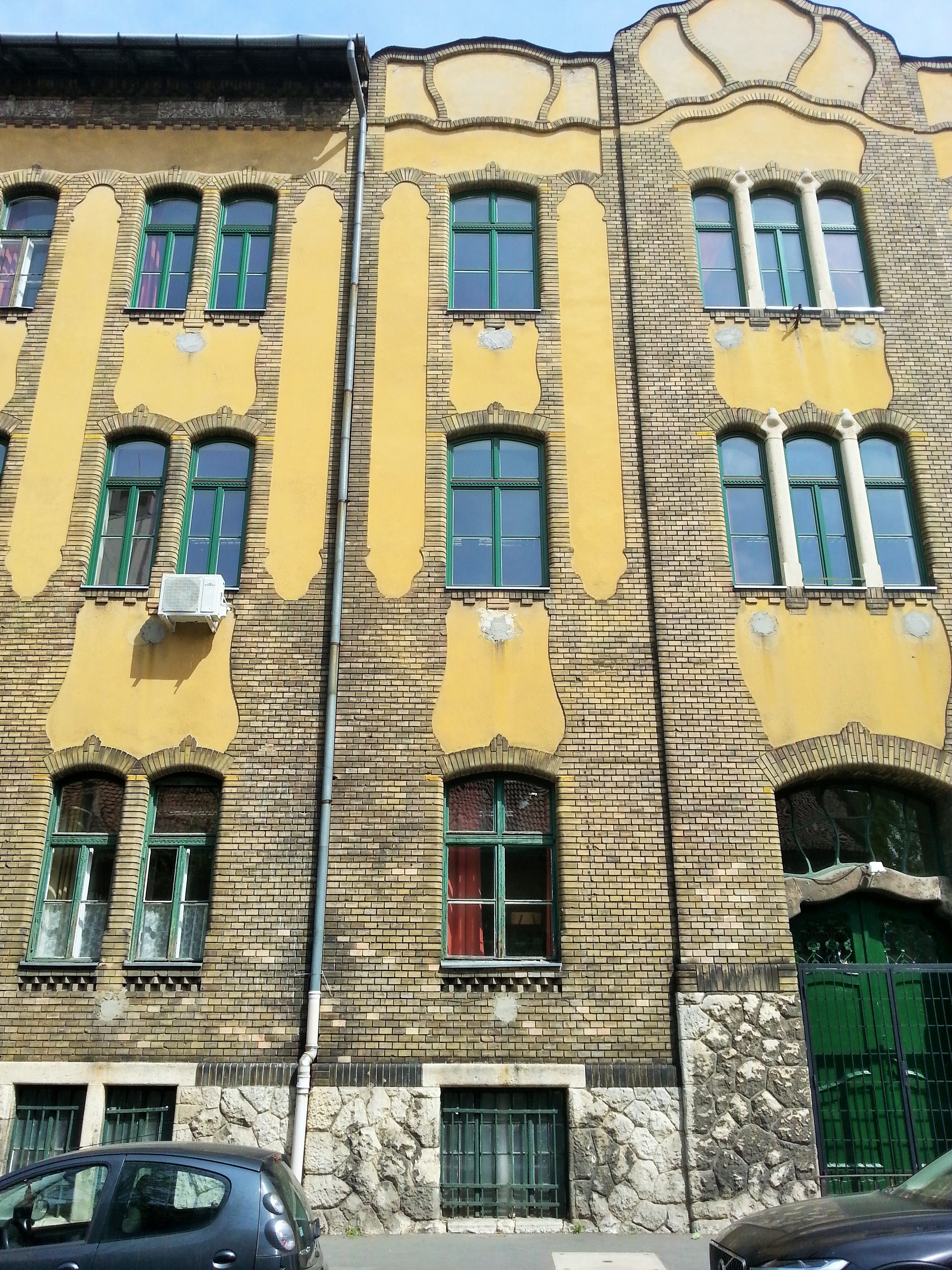
Őrnagy-utcai Iskola (részlet)
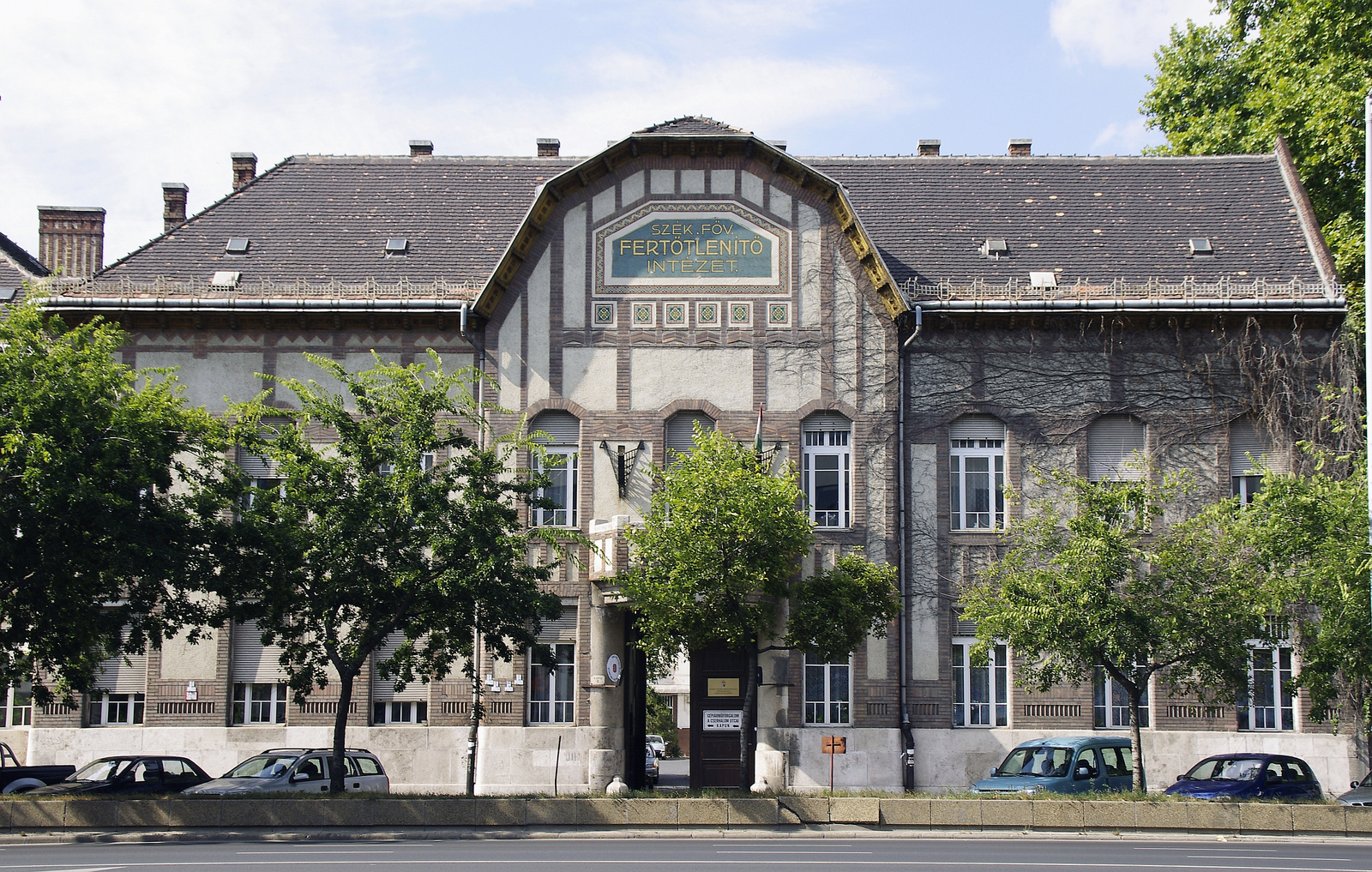
Székesfővárosi Fertőtlenítő Intézet (részlet)
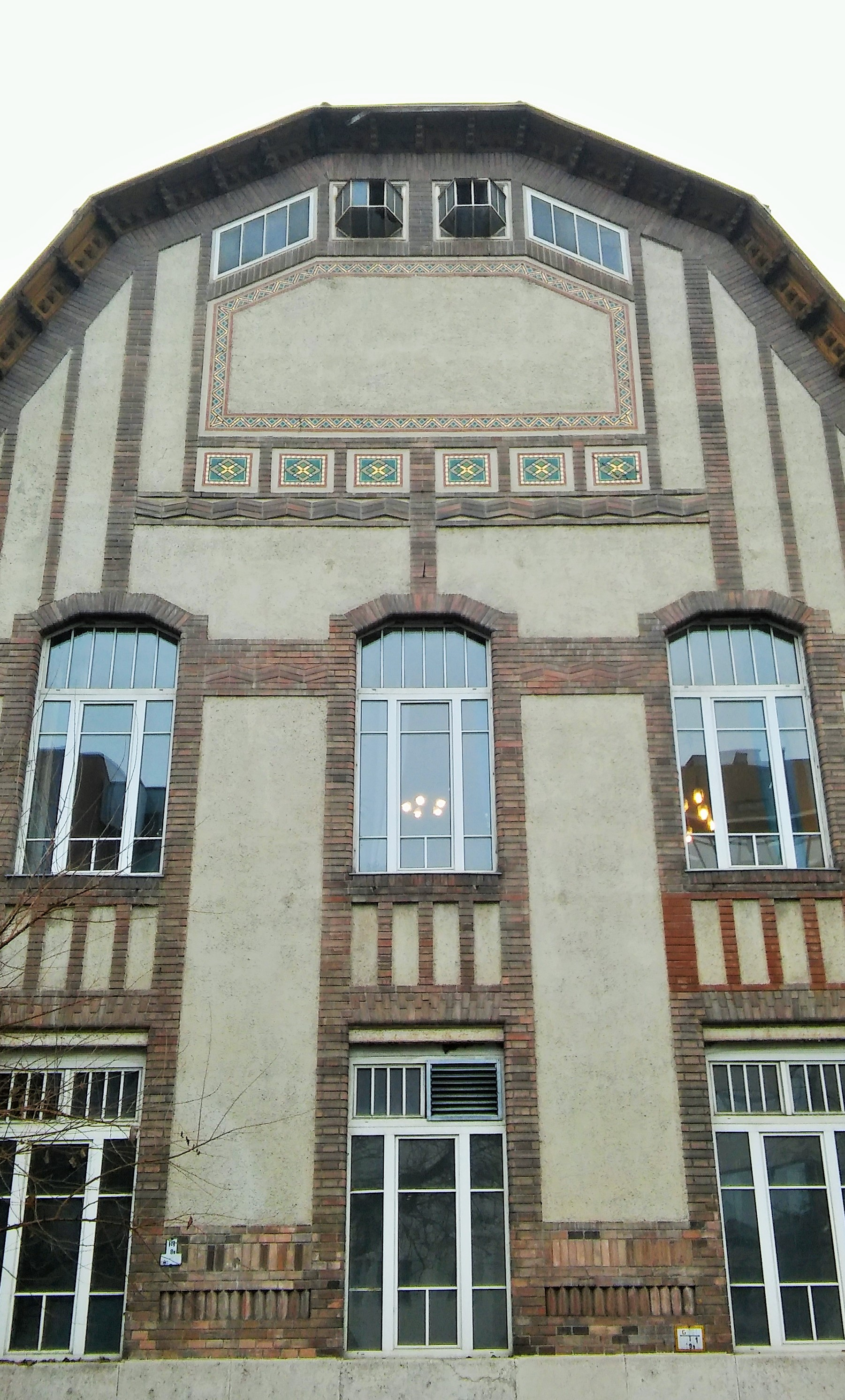
Székesfővárosi Fertőtlenítő Intézet (részlet)
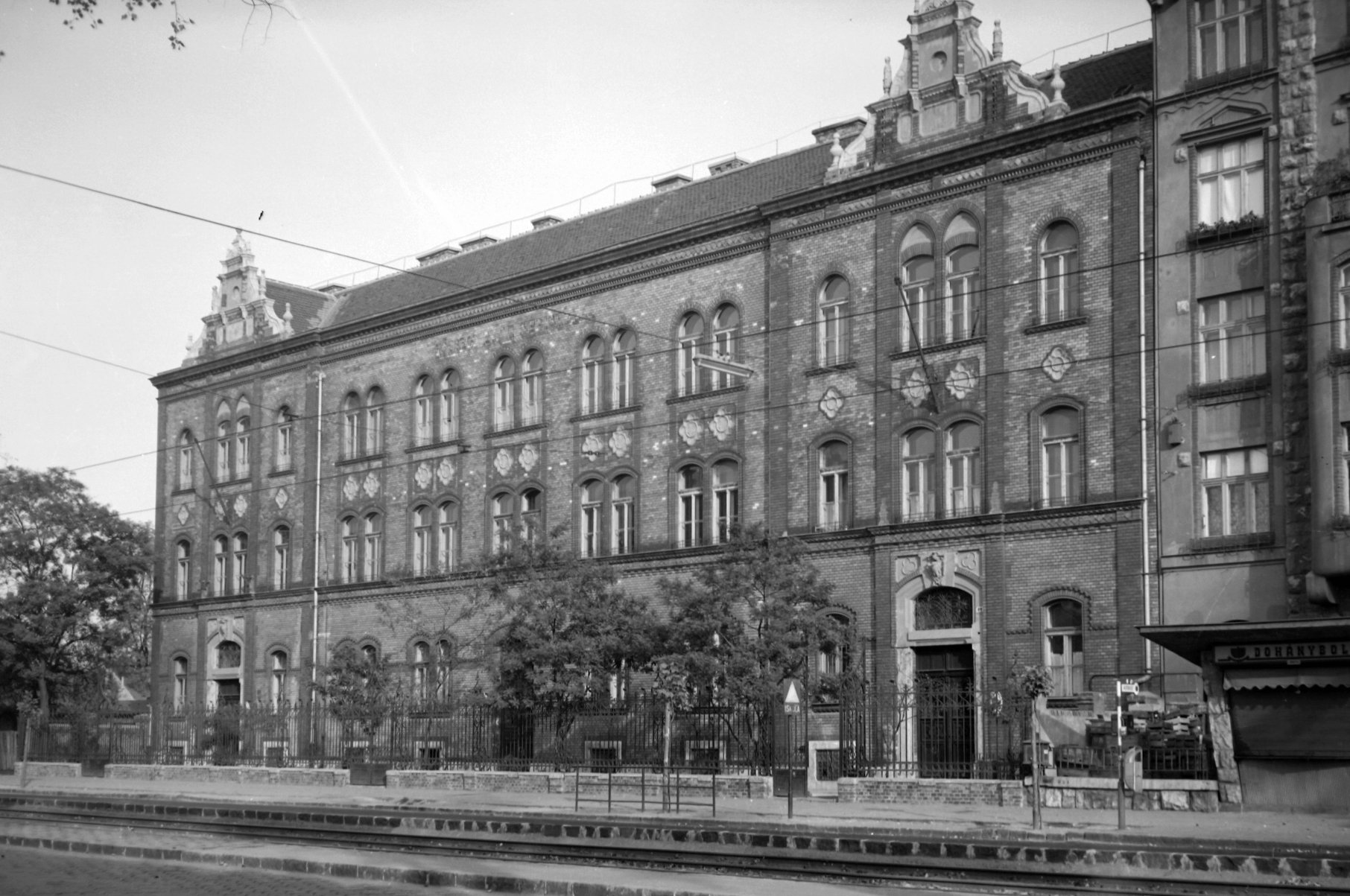
Váci út 89. Általános Iskola (archív felvétel)
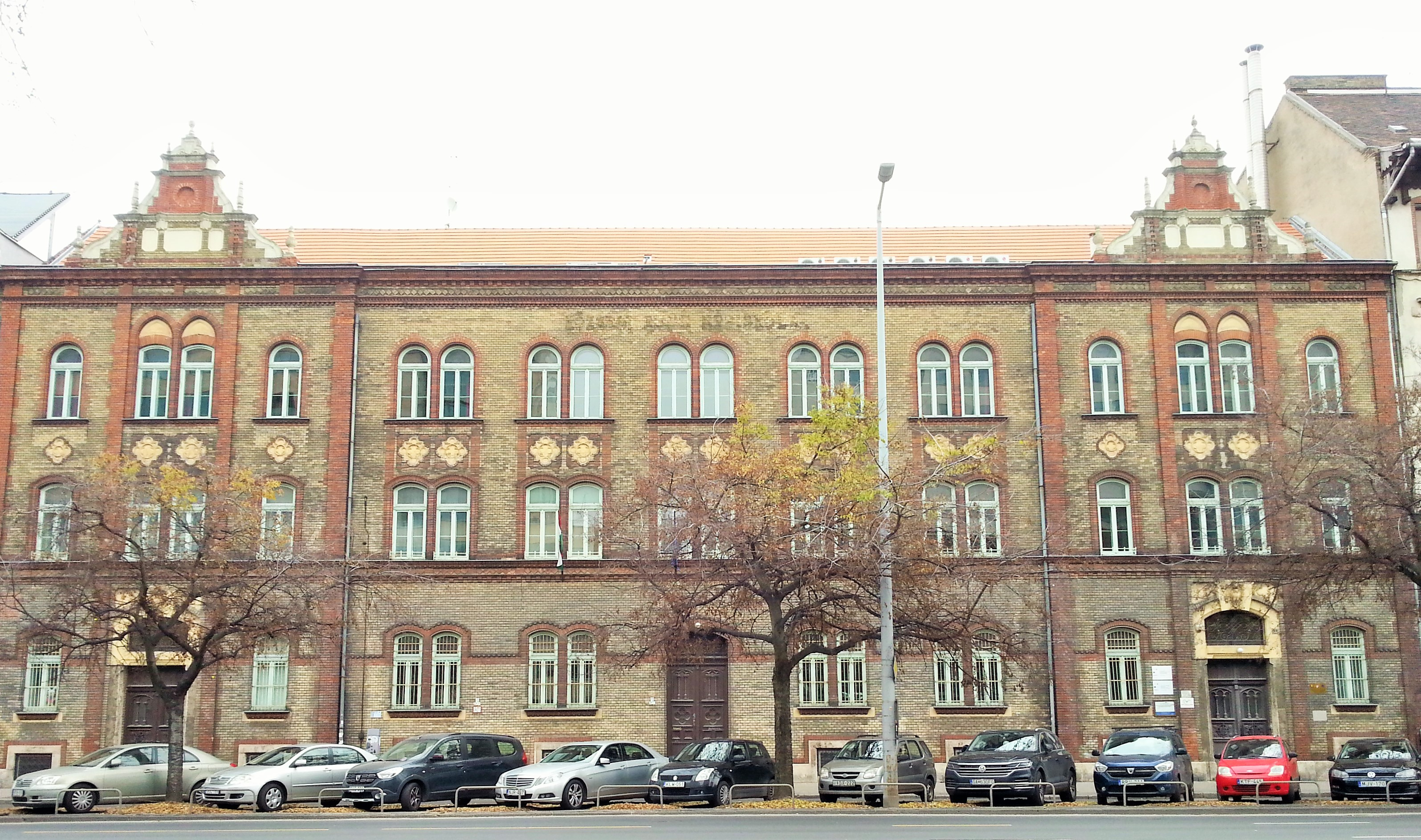
Váci út 89. Általános Iskola
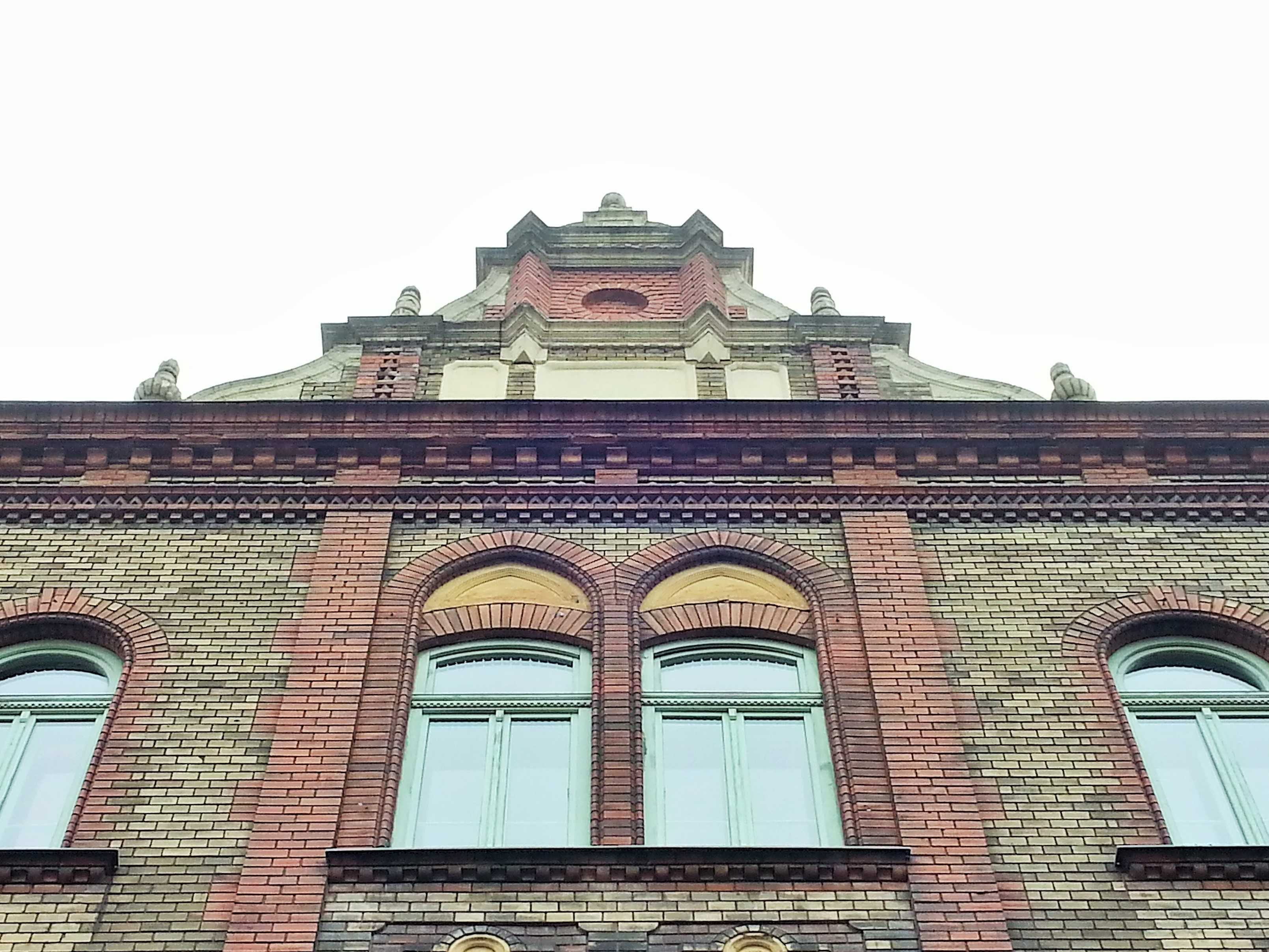
Váci út 89. Általános Iskola (részlet)